# Берёзовая Роща (Красноярский край)
Берёзовая Ро́ща — посёлок в Назаровском районе Красноярского края России. Входит в состав Красносопкинского сельсовета.

## География
Посёлок находится на расстоянии 58 км к югу от города Назарово, административного центра района.

## История
В 1968 году указом Президиума Верховного Совета РСФСР посёлку отделения № 2 Крутоярского зерносовхоза присвоено наименование Берёзовая Роща.

## Население
| 2010 |
| ---- |
| 95   |

### Гендерный состав
По данным Всероссийской переписи населения 2010 года, в посёлке проживало 95 человек (47 мужчин и 48 женщин).